# Sentier des Pierres-Blanches
Le sentier des Pierres Blanches est un sentier historique de la commune de Meudon dans les Hauts-de-Seine. Il commence à l'angle du boulevard Verd-de-Saint Julien (48° 49′ 02″ N, 2° 13′ 52″ E) et se termine à l'angle de la rue Charles-Desvergnes et du sentier des Jardies (48° 49′ 00″ N, 2° 14′ 00″ E).

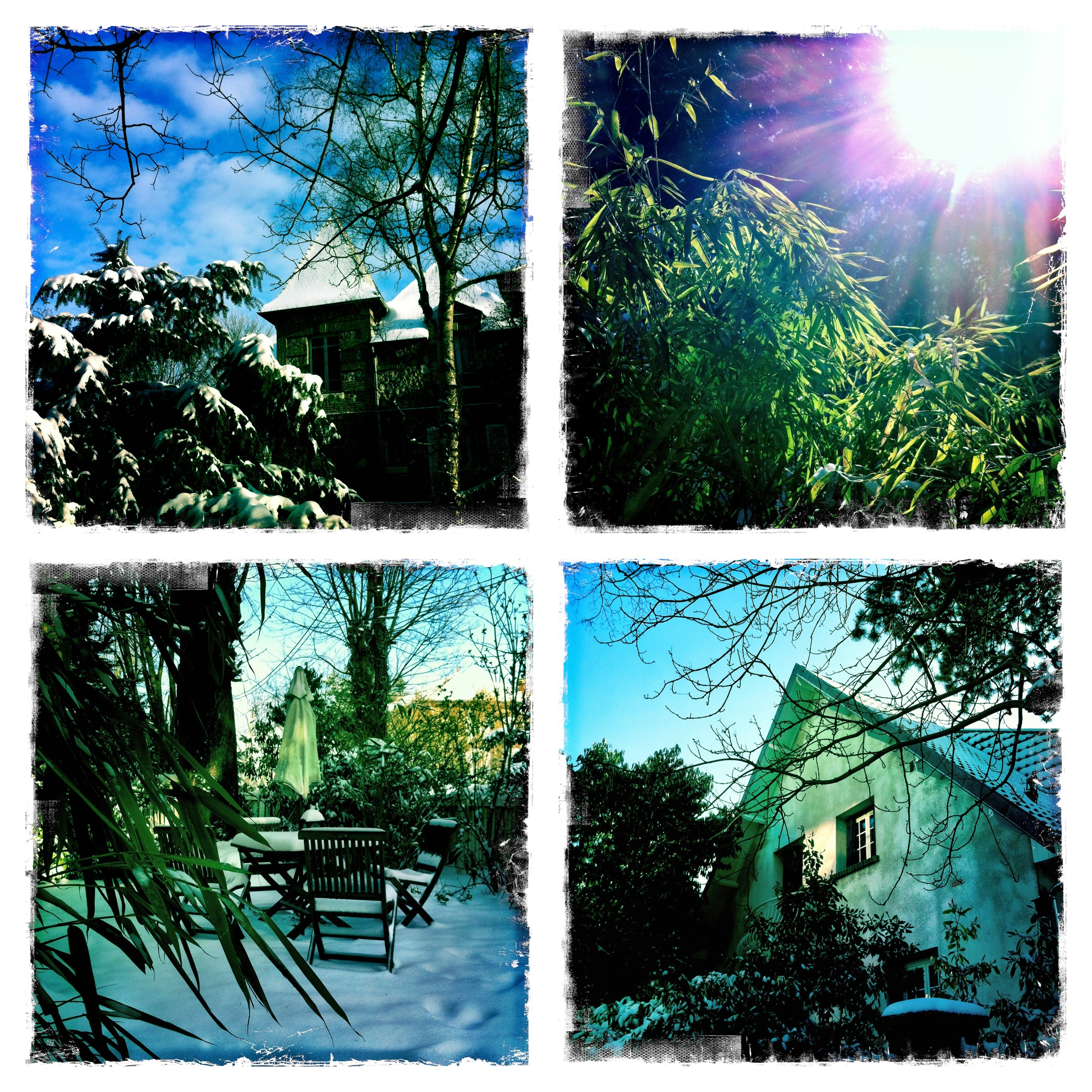
Maisons du sentier des Pierres Blanches en hiver

## Historique[2]
Il doit son nom au lieu-dit "la Pierre Blanche" dès 1445. Ce nom s'explique par la présence du calcaire qui affleure.
Sur le plan du cadastre de 1816, ce sentier sépare deux lieux-dits : celui des "Pierres Blanches" et celui du "Pain Moisy".
Avant 1838, le sentier servait de communication entre Bellevue et Meudon. Il perdit de son importance lors de la construction du boulevard rectiligne qui fut créé entre la place Rabelais et la Grande Rue de Bellevue en 1861. Ce boulevard prendra le nom de Verd-de-Saint-Julien, nom du maire de Meudon Charles Verd de Saint-Julien, à l'origine de la tentative de séparation entre Meudon et Bellevue.
Le 11 mars 1918, durant la première Guerre mondiale, le sentier des Pierres-Blanches est touché lors d'un raid effectué par des avions allemands.
En 1927, pour permettre une extension de la cour de l'école, le sentier est dévié vers le boulevard Verd-de-Saint-Julien. Il donnait auparavant dans le Pavé des Gardes. Une nouvelle déviation d'une dizaine de mètres sera réalisée en 2008 afin d'agrandir à nouveau la cour de l'école, devenue l'école maternelle Charles Desvergnes.
Le bombardement américain du 4 avril 1943 fit plusieurs victimes dans le sentier et causa des dégâts matériels.
Il a été prévu dans les années 1960 et 1970 de transformer ce sentier en rue et donc de l'élargir. Mais le projet fut finalement abandonné. Cet ancien projet explique néanmoins le début de l'élargissement du sentier côté rue Charles-Desvergnes.
On y trouve aujourd'hui quelques demeures anciennes remarquables, notamment en meulière. Elles sont typiques du XIXe et début du XXe siècle.

## Célébrités
Plusieurs célébrités ont vécu au sentier des Pierres Blanches :
- Louis Tauzin, peintre, vécut au numéro 4.
- Louis-Maurice Boutet de Monvel, peintre.
- Édouard Manet, peintre impressionniste séjourna pour une cure à Bellevue, au sentier des Pierres Blanches. Il peignit la maison dans laquelle il habitait : une petite maison en briques rouges de l'actuel 2 sentier des Pierres Blanches. À l'époque, on y accédait par une autre rue. Cette maison existe encore aujourd'hui.
- Gabriella Rèpaci-Courtois, historienne d'art vécut au numéro 5.